# Greenwood (Floride)
Pour les articles homonymes, voir Greenwood.
Greenwood est une ville américaine située dans le comté de Jackson en Floride.

## Démographie
| 1940 | 1960 | 1970 | 1980 | 1990 | 2000 |
| ---- | ---- | ---- | ---- | ---- | ---- |
| 293  | 427  | 449  | 577  | 474  | 735  |

| 2010 | - | - | - | - | - |
| ---- | - | - | - | - | - |
| 686  | - | - | - | - | - |

Selon le recensement de 2010, Greenwood compte 686 habitants. La municipalité s'étend sur 4,66 milles carrés (12,07 km2).